# Cerebral Fix
A Cerebral Fix brit crossover thrash/thrash metal együttes. 1986-ban alakultak Birminghamben, 1993-ban feloszlottak. 2006-ban újra összeálltak. Neil Farrington dobos 2009-ben elhunyt. 1993-as feloszlásukig kiadványaik három fontos kiadó gondozásában is megjelentek: a Vinyl Solution, a Music for Nations és a Roadrunner Records gondozásában. Nevüket a Bauhaus együttes "In the Flat Fields" című dalának szövegéből vették. 2017-ben véglegesen feloszlottak.

## Tagok
- Neil Hadden – ének
- Gregg Fellows – gitár
- Tony Warburton – gitár
- Chris 'Doss' Hatton - gitár
- Nigel Joiner - basszusgitár
- Andy Baker – dob

### Korábbi tagok
- Frank Healy – basszusgitár
- Paul Adams – basszusgitár
- Steve Watson - basszusgitár, gitár
- Jake Morgan – basszusgitár (ideiglenesen)
- Kev Frost – dob
- Adrian Jones – dob
- Nicholas Barker – dob (ideiglenesen)
- Mark Culley - basszusgitár (ideiglenesen)
- Neil Farrington - dob (elhunyt)
- Scott Fairfax - basszusgitár (ideiglenesen)
- Simon Forrest – ének

## Diszkográfia
- We Need Therapy (demó, 1987)
- Product of Disgust (demó, 1987)
- Life Sucks... And Then You Die! (1988)
- Tower of Spite (demó, 1990)
- Tower of Spite (1990)
- Bastards (1991)
- Death Erotica (1992)
- Disaster of Reality (2016)[3]